# Кыргызская либерал-демократическая партия
Кыргызская либерал-демократическая партия (кирг. Кыргыз либерал демократиялык партиясы, КЛДП) — либеральная политическая партия Кыргызстана.

## История
Партия была основана 1 сентября 2011 года группой выпускников Германии, Японии и Соединённых Штатов. Учредителями в базе министерства юстиции Кыргызстана числятся десять человек. Генеральным секретарём партии стал кандидат технических наук Манас Саматов, а её председателем — Сейтек Качкынбаев.
Долгое время активно себя не проявляла. Имеет офисы в Бишкеке и Оше.
2 февраля 2020 года в Бишкеке в «Асанбай-центре» состоялась презентация Кыргызской либерально-демократической партии «Жаңылануу мезгили» («Период обновления»). Её лидер Жанарбек Акаев, который присоединился к ней в начале года, заявил, что партия будет участвовать в предстоящих местных выборах, а после этого в парламентских, и что в 2023 году КЛДП намерена представить своего кандидата на выборы президента.
5 июня 2020 года партия вошла в новую политическую группу «Жаны дем» («Новое дыхание»), в которую вошли лидеры и активисты ряда партий и депутаты парламента. Меморандум подписали Омурбек Текебаев («Ата-Мекен»), Темир Сариев («Акшумкар»), Жанарбек Акаев (Кыргызская либерал-демократическая партия), Рыскельди Момбеков (СДПК), Тилек Токтогазиев (молодёжное объединение «Жаны дем») и Азамат Темиркулов (ассоциация «Зелёный альянс Кыргызстана»).

## Цели
На момент основания партии её программа состояла из пяти направлений: строительство государства, национальное строительство, строительство либеральной экономики, доведение до логического конца демократических процессов, сбалансированная внешняя политика.
В феврале 2020 года были отмечены главные направления программы КЛДП — борьба с коррупцией и построение свободной экономики. Тогда лидер партии Жанарбек Акаев сообщил, что партия ставит перед собой цель изменить выборное законодательство для того, чтобы улучшить качественный состав Жогорку Кенеша и местных кенешей.